# 움직이는 남자
움직이는 남자(Der Bewegte Mann, The Turbulent Man)는 독일에서 제작된 손케 보르트만 감독의 1994년 영화이다. 틸 슈바이거 등이 주연으로 출연하였고 베른트 아이힝거 등이 제작에 참여하였다.

## 출연

### 주연
- 틸 슈바이거
- 카챠 리만
- 요아힘 크롤

### 조연
- 루퍼스 벡
- 아민 로드
- 마르티나 게덱

## 제작진
- 미술: 모니카 바우어트
- 의상: 카타리나 본 마티어스
- 배역: 호스트 쉴